# Abe no Nakamako
En aquest nom japonès, el cognom és Abe.

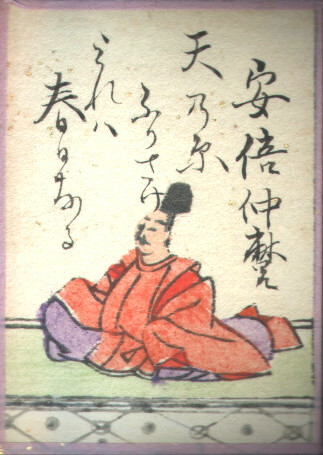
Abe no Nakamako, en el Hyakunin Isshu

Abe no Nakamako (japonès: 阿倍仲麻呂 o 阿倍仲麿; 698 - 770; el seu nom xinès era Zhao Heng 晁衡) va ser un erudit, buròcrata i poeta japonès que va viure en el període Nara. Va viure la major part de la seva vida a la Xina de la dinastia Tang, on va viatjar el 717 i hi va romandre fins a la seva mort. Va ser el primogènit d'Abe no Funamori, descendent del príncep Hikofutsuoshi no Makoto no Mikoto, fill de l'Emperador Kōgen.
De jove se'l va admirar per tenir habilitats acadèmiques excel·lents, i el 717 se'l va designar per dirigir la vuitena ambaixada imperial japonesa a la Xina a la capital imperial Tang de Chang'an amb la finalitat de realitzar diverses recerques culturals. Va fer estudis amb Kibi no Makibi i el monjo budista Genbō. Va registrar-se per fer el notòriament difícil examen imperial xinès, que va aprovar.
Cap a 725 va ocupar un càrrec administratiu a Luoyang i va ser promogut en 728 i 731. Va ser amic proper dels poetes xinesos Li Bai, Wang Wei, entre d'altres. Cap a 733 rebé a Tajihi no Hironari qui dirigiria la missió diplomàtica i faria el reemplaçament a Nakamako. El 734 pretenia tornar al Japó però el vaixell que l'havia de portar de retorn va naufragar abans d'arribar a la Xina, i va haver de romandre al país diversos anys més. El 752 va arribar a la Xina una missió dirigida per Fujiwara no Kiyokawa i va aprofitar que els navilis tornarien al Japó, però el vaixell en què viatjava va naufragar i va encallar a les costes del Vietnam, que en aquella època formava part de l'Imperi Tang, i va tornar a Chang'an el 755.
Durant aquest any estava iniciant-se la rebel·lió d'An Lushan i era insegur el retorn de Nakamako al Japó. En aquest moment va abandonar les seves esperances de tornar al seu país natal i va decidir reprendre diversos càrrecs governamentals i poc després va ser nomenat governador general d'Annam entre 761 i 767, residint a Hanoi. Després va tornar a Chang'an. Quan estava planejant el seu retorn al Japó va morir-hi el 770.
Com a poeta es destaca un yamato-uta on expressa el sentiment de record de la seva terra natal. Un dels seus poemes va ser inclòs en l'antologia Hyakunin Isshu i un altre en el Kokin Wakashū.